# هيربرت باملت
هيربرت باملت (بالإنجليزية: Herbert Bamlett)‏، من مواليد 1882 غايتشيد في إنجلترا، مدرب كرة قدم إنجليزي سابق، وحكم كرة قدم إنجليزي سابق.
و هو أصغر حكم يدير نهائي كأس الاتحاد الإنجليزي بين نادي بيرنلي ونادي ليفربول في عام 1914.
و قد درب نادي أولدهام أثلتك منذ عام 1914 وحتى عام 1921، وفي عام 1923 درب نادي ميدلزبره حتى عام 1926، وفي عام 1927 درب نادي مانشستر يونايتد حتى عام 1931.

## روابط خارجية
- هيربرت باملت على موقع Soccerbase.com (مدرب) (الإنجليزية)